# Sapranthus palanga
Sapranthus palanga R.E.Fr. – gatunek rośliny z rodziny flaszowcowatych (Annonaceae Juss.). Występuje naturalnie w Nikaragui oraz Kostaryce.

## Morfologia
PokrójZrzucające liście drzewo 12 m wysokości. Młode pędy są owłosione.
LiścieMają eliptyczny kształt od podłużnie eliptycznego do odwrotnie owalnego. Mierzą 4–30 cm długości oraz 4–16 szerokości. Są owłosione od spodu. Nasada liścia jest klinowa. Wierzchołek jest spiczasty lub tępy. Ogonek liściowy jest owłosiony i dorasta do 4–16 mm długości.
KwiatySą pojedyncze. Rozwijają się w kątach pędów. Działki kielicha mają owalny lub trójkątny kształt i dorastają do 5–12 mm długości. Płatki zewnętrzne mają owalnie lancetowaty kształt i dorastają do 8,5–11 mm długości, natomiast wewnętrzne są eliptycznie podłużne i mierzą 8–10,5 mm długości. Mają około 180 pręcików i 10–29 słupków, Kwiaty wydzielają nieprzyjemny zapach.
OwoceSą pojedyncze. Mają kształt od cylindrycznego do podłużnego. Osiągają 9,5 mm długości oraz 4 mm średnicy. Mają zielonoszarawą barwę.

## Biologia i ekologia
Rośnie w lasach liściastych zrzucających liście. Występuje na wysokości do 600 m n.p.m. Kwitnie od grudnia do czerwca, natomiast owoce pojawiają się od maja do sierpnia